# Nadir Nəbiyev
Nadir Nəbiyev (18 luglio 1980) è un ex calciatore azero, di ruolo attaccante.

## Carriera

### Club
Ha sempre giocato nella massima serie del campionato azero con varie squadre.

### Nazionale
Debutta nel 2002 con la Nazionale azera, giocando 28 partite fino al 2006.